# Temporada 1971 de Fórmula 1
La temporada 1971 de Fórmula 1 fue la 22.ª edición del campeonato de Fórmula 1 de la FIA. Fue conformada por 11 carreras desde marzo hasta octubre. Jackie Stewart ganó su segundo campeonato de pilotos y Tyrrell-Ford se llevó el de constructores, el primero y único del equipo británico.

## Resumen
El ganador del campeonato de pilotos del año anterior, y a título póstumo, había sido el austríaco Jochen Rindt fallecido a mitad de temporada durante el Gran Premio de Italia. El constructor defensor del título era Lotus.
Se adjudicaron puntos a los seis primeros lugares (9, 6, 4, 3, 2, 1). Para la cuenta final del campeonato sólo se contaron los cinco mejores resultados de las seis primeras carreras y los mejores cuatro de las cinco restantes. Para el campeonato de constructores sólo puntuaba un coche por carrera, el mejor clasificado.

## Escuderías y pilotos
La siguiente tabla muestra los pilotos confirmados oficialmente por sus escuderías para el Mundial 1971 de Fórmula 1.
| Escudería                                                                   | Chasis  | Chasis      | Motor                                     | Neu. | Piloto               | Rondas          |
| --------------------------------------------------------------------------- | ------- | ----------- | ----------------------------------------- | ---- | -------------------- | --------------- |
| Gold Leaf Team Lotus World Wide Racing                                      | Lotus   | 72C 72D     | Ford Cosworth DFV 3.0 V8                  | F    | Emerson Fittipaldi   | 1-3, 5-8, 10-11 |
| Gold Leaf Team Lotus World Wide Racing                                      | Lotus   | 72C 72D     | Ford Cosworth DFV 3.0 V8                  | F    | Reine Wisell         | 1-5, 7-8, 10-11 |
| Gold Leaf Team Lotus World Wide Racing                                      | Lotus   | 72C 72D     | Ford Cosworth DFV 3.0 V8                  | F    | Dave Charlton        | 4, 6            |
| Gold Leaf Team Lotus World Wide Racing                                      | Lotus   | 56B         | Motor Turbina Pratt & Whitney Canada PT6  | F    | David Walker         | 4               |
| Gold Leaf Team Lotus World Wide Racing                                      | Lotus   | 56B         | Motor Turbina Pratt & Whitney Canada PT6  | F    | Reine Wisell         | 6               |
| Gold Leaf Team Lotus World Wide Racing                                      | Lotus   | 56B         | Motor Turbina Pratt & Whitney Canada PT6  | F    | Emerson Fittipaldi   | 9               |
| Scuderia Ferrari SpA SEFAC                                                  | Ferrari | 312B 312B2  | Ferrari 001 3.0 F12 Ferrari 001/1 3.0 F12 | F    | Jacky Ickx           | Todas           |
| Scuderia Ferrari SpA SEFAC                                                  | Ferrari | 312B 312B2  | Ferrari 001 3.0 F12 Ferrari 001/1 3.0 F12 | F    | Clay Regazzoni       | Todas           |
| Scuderia Ferrari SpA SEFAC                                                  | Ferrari | 312B 312B2  | Ferrari 001 3.0 F12 Ferrari 001/1 3.0 F12 | F    | Mario Andretti       | 1-4, 7, 10-11   |
| STP March Racing Team                                                       | March   | 711         | Ford Cosworth DFV 3.0 V8                  | F    | Ronnie Peterson      | 1-4, 6-11       |
| STP March Racing Team                                                       | March   | 711         | Ford Cosworth DFV 3.0 V8                  | F    | Alex Soler-Roig      | 1-5             |
| STP March Racing Team                                                       | March   | 711         | Ford Cosworth DFV 3.0 V8                  | F    | Nanni Galli          | 5-6, 9-11       |
| STP March Racing Team                                                       | March   | 711         | Ford Cosworth DFV 3.0 V8                  | F    | Niki Lauda           | 8               |
| STP March Racing Team                                                       | March   | 711         | Ford Cosworth DFV 3.0 V8                  | F    | Mike Beuttler        | 10              |
| STP March Racing Team                                                       | March   | 711         | Alfa Romeo T33 3.0 V8                     | F    | Andrea de Adamich    | 1-2, 5-7, 9, 11 |
| STP March Racing Team                                                       | March   | 711         | Alfa Romeo T33 3.0 V8                     | F    | Nanni Galli          | 3-4, 7-8        |
| STP March Racing Team                                                       | March   | 711         | Alfa Romeo T33 3.0 V8                     | F    | Ronnie Peterson      | 5               |
| Elf Team Tyrrell                                                            | Tyrrell | 001 002 003 | Ford Cosworth DFV 3.0 V8                  | G    | Jackie Stewart       | Todas           |
| Elf Team Tyrrell                                                            | Tyrrell | 001 002 003 | Ford Cosworth DFV 3.0 V8                  | G    | François Cevert      | Todas           |
| Elf Team Tyrrell                                                            | Tyrrell | 001 002 003 | Ford Cosworth DFV 3.0 V8                  | G    | Peter Revson         | 11              |
| Bruce McLaren Motor Racing                                                  | McLaren | M19A M14A   | Ford Cosworth DFV 3.0 V8                  | G    | Denny Hulme          | 1-8, 10-11      |
| Bruce McLaren Motor Racing                                                  | McLaren | M19A M14A   | Ford Cosworth DFV 3.0 V8                  | G    | Peter Gethin         | 1-7             |
| Bruce McLaren Motor Racing                                                  | McLaren | M19A M14A   | Ford Cosworth DFV 3.0 V8                  | G    | Jackie Oliver        | 6, 8-9          |
| Motor Racing Developments Ltd                                               | Brabham | BT33 BT34   | Ford Cosworth DFV 3.0 V8                  | G    | Graham Hill          | Todas           |
| Motor Racing Developments Ltd                                               | Brabham | BT33 BT34   | Ford Cosworth DFV 3.0 V8                  | G    | Dave Charlton        | 1               |
| Motor Racing Developments Ltd                                               | Brabham | BT33 BT34   | Ford Cosworth DFV 3.0 V8                  | G    | Tim Schenken         | 2-11            |
| Yardley Team BRM                                                            | BRM     | P160 P153   | BRM P142 3.0 V12                          | F    | Pedro Rodríguez      | 1-5             |
| Yardley Team BRM                                                            | BRM     | P160 P153   | BRM P142 3.0 V12                          | F    | Jo Siffert           | Todas           |
| Yardley Team BRM                                                            | BRM     | P160 P153   | BRM P142 3.0 V12                          | F    | Howden Ganley        | Todas           |
| Yardley Team BRM                                                            | BRM     | P160 P153   | BRM P142 3.0 V12                          | F    | Vic Elford           | 7               |
| Yardley Team BRM                                                            | BRM     | P160 P153   | BRM P142 3.0 V12                          | F    | Helmut Marko         | 8-11            |
| Yardley Team BRM                                                            | BRM     | P160 P153   | BRM P142 3.0 V12                          | F    | Peter Gethin         | 8-11            |
| Yardley Team BRM                                                            | BRM     | P160 P153   | BRM P142 3.0 V12                          | F    | George Eaton         | 10              |
| Yardley Team BRM                                                            | BRM     | P160 P153   | BRM P142 3.0 V12                          | F    | John Cannon          | 11              |
| Equipe Matra Sports                                                         | Matra   | MS120B      | Matra MS71 3.0 V12                        | G    | Chris Amon           | 1-7, 9-11       |
| Equipe Matra Sports                                                         | Matra   | MS120B      | Matra MS71 3.0 V12                        | G    | Jean-Pierre Beltoise | 2-6, 10-11      |
| Brooke Bond Oxo Team Surtees Auto Motor und Sport Team Surtees Team Surtees | Surtees | TS9 TS7     | Ford Cosworth DFV 3.0 V8                  | F    | John Surtees         | Todas           |
| Brooke Bond Oxo Team Surtees Auto Motor und Sport Team Surtees Team Surtees | Surtees | TS9 TS7     | Ford Cosworth DFV 3.0 V8                  | F    | Rolf Stommelen       | 1-10            |
| Brooke Bond Oxo Team Surtees Auto Motor und Sport Team Surtees Team Surtees | Surtees | TS9 TS7     | Ford Cosworth DFV 3.0 V8                  | F    | Brian Redman         | 1               |
| Brooke Bond Oxo Team Surtees Auto Motor und Sport Team Surtees Team Surtees | Surtees | TS9 TS7     | Ford Cosworth DFV 3.0 V8                  | F    | Derek Bell           | 6               |
| Brooke Bond Oxo Team Surtees Auto Motor und Sport Team Surtees Team Surtees | Surtees | TS9 TS7     | Ford Cosworth DFV 3.0 V8                  | F    | Mike Hailwood        | 9, 11           |
| Brooke Bond Oxo Team Surtees Auto Motor und Sport Team Surtees Team Surtees | Surtees | TS9 TS7     | Ford Cosworth DFV 3.0 V8                  | F    | Sam Posey            | 11              |
| Brooke Bond Oxo Team Surtees Auto Motor und Sport Team Surtees Team Surtees | Surtees | TS9 TS7     | Ford Cosworth DFV 3.0 V8                  | F    | Gijs van Lennep      | 11              |
| Frank Williams Racing Cars                                                  | March   | 701 711     | Ford Cosworth DFV 3.0 V8                  | G    | Henri Pescarolo      | Todas           |
| Frank Williams Racing Cars                                                  | March   | 701 711     | Ford Cosworth DFV 3.0 V8                  | G    | Max Jean             | 5               |
| Ecurie Bonnier                                                              | McLaren | M7C         | Ford Cosworth DFV 3.0 V8                  | G    | Joakim Bonnier       | 1, 7-9, 11      |
| Ecurie Bonnier                                                              | McLaren | M7C         | Ford Cosworth DFV 3.0 V8                  | G    | Helmut Marko         | 7               |
| Team Gunston                                                                | March   | 701         | Ford Cosworth DFV 3.0 V8                  | F    | John Love            | 1               |
| Team Gunston                                                                | Brabham | BT26A       | Ford Cosworth DFV 3.0 V8                  | F    | Jackie Pretorius     | 1               |
| Gene Mason Racing                                                           | March   | 711         | Ford Cosworth DFV 3.0 V8                  | F    | Skip Barber          | 3-4, 10-11      |
| Stichting Autoraces Nederland                                               | Surtees | TS7         | Ford Cosworth DFV 3.0 V8                  | F    | Gijs van Lennep      | 4               |
| Jo Siffert Automobiles                                                      | March   | 701         | Ford Cosworth DFV 3.0 V8                  | F    | François Mazet       | 5               |
| Clarke-Mordaunt-Guthrie Racing                                              | March   | 711         | Ford Cosworth DFV 3.0 V8                  | F    | Mike Beuttler        | 6-9             |
| Shell Arnold Team                                                           | March   | 701         | Ford Cosworth DFV 3.0 V8                  | F    | Jean-Pierre Jarier   | 9               |
| Jolly Club of Switzerland                                                   | Bellasi | F1 70       | Ford Cosworth DFV 3.0 V8                  | G    | Silvio Moser         | 9               |
| Penske-White Racing                                                         | McLaren | M19A        | Ford Cosworth DFV 3.0 V8                  | G    | Mark Donohue         | 10-11           |
| Penske-White Racing                                                         | McLaren | M19A        | Ford Cosworth DFV 3.0 V8                  | G    | David Hobbs          | 11              |
| Ecurie Evergreen                                                            | Brabham | BT33        | Ford Cosworth DFV 3.0 V8                  | G    | Chris Craft          | 10-11           |
| Pete Lovely Volkswagen Inc.                                                 | Lotus   | 69 Special  | Ford Cosworth DFV 3.0 V8                  | F    | Pete Lovely          | 10-11           |

## Resultados
| Carrera                           | Fecha            | Circuito       | Piloto ganador  | Constructor ganador | Resultados |
| --------------------------------- | ---------------- | -------------- | --------------- | ------------------- | ---------- |
| Gran Premio de Sudáfrica          | 6 de marzo       | Kyalami        | Mario Andretti  | Ferrari             | Resultados |
| Gran Premio de España             | 18 de abril      | Montjuïc       | Jackie Stewart  | Tyrrell-Ford        | Resultados |
| Gran Premio de Mónaco             | 23 de mayo       | Mónaco         | Jackie Stewart  | Tyrrell-Ford        | Resultados |
| Gran Premio de los Países Bajos   | 20 de junio      | Zandvoort      | Jacky Ickx      | Ferrari             | Resultados |
| Gran Premio de Francia            | 4 de julio       | Paul Ricard    | Jackie Stewart  | Tyrrell-Ford        | Resultados |
| Gran Premio de Gran Bretaña       | 17 de julio      | Silverstone    | Jackie Stewart  | Tyrrell-Ford        | Resultados |
| Gran Premio de Alemania           | 1 de agosto      | Nürburgring    | Jackie Stewart  | Tyrrell-Ford        | Resultados |
| Gran Premio de Austria            | 15 de agosto     | Österreichring | Jo Siffert      | BRM                 | Resultados |
| Gran Premio de Italia             | 5 de septiembre  | Monza          | Peter Gethin    | BRM                 | Resultados |
| Gran Premio de Canadá             | 19 de septiembre | Mosport Park   | Jackie Stewart  | Tyrrell-Ford        | Resultados |
| Gran Premio de los Estados Unidos | 3 de octubre     | Watkins Glen   | François Cevert | Tyrrell-Ford        | Resultados |

## Clasificaciones

### Puntuaciones
| Posición | 1.º | 2.º | 3.º | 4.º | 5.º | 6.º |
| Puntos   | 9   | 6   | 4   | 3   | 2   | 1   |

- Se toman en cuenta 11 carreras: las 5 mejores de las 6 primeras, y las 4 mejores de las 5 últimas.

### Campeonato de Pilotos
| Pos. | Piloto               | RSA | ESP | MON | NED | FRA | GBR | GER | AUT | ITA | CAN | USA | Puntos |
| ---- | -------------------- | --- | --- | --- | --- | --- | --- | --- | --- | --- | --- | --- | ------ |
| 1    | Jackie Stewart       | 2   | 1   | 1   | 11  | 1   | 1   | 1   | Ret | Ret | 1   | 5   | 62     |
| 2    | Ronnie Peterson      | 10  | Ret | 2   | 4   | Ret | 2   | 5   | 8   | 2   | 2   | 3   | 33     |
| 3    | François Cevert      | Ret | 7   | Ret | Ret | 2   | 10  | 2   | Ret | 3   | 6   | 1   | 26     |
| 4    | Jacky Ickx           | 8   | 2   | 3   | 1   | Ret | Ret | Ret | Ret | Ret | 8   | Ret | 19     |
| 5    | Jo Siffert           | Ret | Ret | Ret | 6   | 4   | 9   | DSQ | 1   | 9   | 9   | 2   | 19     |
| 6    | Emerson Fittipaldi   | Ret | Ret | 5   |     | 3   | 3   | Ret | 2   | 8   | 7   | NC  | 16     |
| 7    | Clay Regazzoni       | 3   | Ret | Ret | 3   | Ret | Ret | 3   | Ret | Ret | Ret | 6   | 13     |
| 8    | Mario Andretti       | 1   | Ret | DNQ | Ret |     |     | 4   |     |     | 13  | DNS | 12     |
| 9    | Peter Gethin         | Ret | 8   | Ret | NC  | 9   | Ret | Ret | 10  | 1   | 14  | 9   | 9      |
| 10   | Pedro Rodríguez      | Ret | 4   | 9   | 2   | Ret |     |     |     |     |     |     | 9      |
| 11   | Chris Amon           | 5   | 3   | Ret | Ret | 5   | Ret | Ret |     | 6   | 10  | 12  | 9      |
| 12   | Reine Wisell         | 4   | NC  | Ret | DSQ | 6   | NC  | 8   | 4   |     | 5   | Ret | 9      |
| 13   | Denny Hulme          | 6   | 5   | 4   | 12  | Ret | Ret | Ret | Ret |     | 4   | Ret | 9      |
| 14   | Tim Schenken         |     | 9   | 10  | Ret | 12  | 12  | 6   | 3   | Ret | Ret | Ret | 5      |
| 15   | Howden Ganley        | Ret | 10  | DNQ | 7   | 10  | 8   | Ret | Ret | 5   | DNS | 4   | 5      |
| 16   | Mark Donohue         |     |     |     |     |     |     |     |     |     | 3   | DNS | 4      |
| 17   | Henri Pescarolo      | 11  | Ret | 8   | NC  | Ret | 4   | Ret | 6   | Ret | DNS | Ret | 4      |
| 18   | Mike Hailwood        |     |     |     |     |     |     |     |     | 4   |     | 15  | 3      |
| 19   | John Surtees         | Ret | 11  | 7   | 5   | 8   | 6   | 7   | Ret | Ret | 11  | 17  | 3      |
| 20   | Rolf Stommelen       | 12  | Ret | 6   | DSQ | 11  | 5   | 10  | 7   | DNS | Ret |     | 3      |
| 21   | Graham Hill          | 9   | Ret | Ret | 10  | Ret | Ret | 9   | 5   | Ret | Ret | 7   | 2      |
| 22   | Jean-Pierre Beltoise |     | 6   | Ret | 9   | 7   | 7   |     |     |     | Ret | 8   | 1      |
| NC   | Jackie Oliver        |     |     |     |     |     | Ret |     | 9   | 7   |     |     | 0      |
| NC   | Brian Redman         | 7   |     |     |     |     |     |     |     |     |     |     | 0      |
| NC   | Gijs van Lennep      |     |     |     | 8   |     |     |     |     |     |     | DNS | 0      |
| NC   | Jo Bonnier           | Ret |     |     |     |     |     | DNQ | DNS | 10  |     | 16  | 0      |
| NC   | David Hobbs          |     |     |     |     |     |     |     |     |     |     | 10  | 0      |
| NC   | Nanni Galli          |     |     | DNQ | Ret | DNS | 11  | 12  | 12  | Ret | 16  | Ret | 0      |
| NC   | Helmut Marko         |     |     |     |     |     |     | DNS | 11  | Ret | 12  | 13  | 0      |
| NC   | Andrea de Adamich    | 13  | Ret |     |     | Ret | NC  | Ret |     | Ret |     | 11  | 0      |
| NC   | Vic Elford           |     |     |     |     |     |     | 11  |     |     |     |     | 0      |
| NC   | François Mazet       |     |     |     |     | 13  |     |     |     |     |     |     | 0      |
| NC   | John Cannon          |     |     |     |     |     |     |     |     |     |     | 14  | 0      |
| NC   | George Eaton         |     |     |     |     |     |     |     |     |     | 15  |     | 0      |
| NC   | Mike Beuttler        |     |     |     |     |     | Ret | DSQ | NC  | Ret | NC  |     | 0      |
| NC   | Skip Barber          |     |     | DNQ | NC  |     |     |     |     |     | Ret | NC  | 0      |
| NC   | Pete Lovely          |     |     |     |     |     |     |     |     |     | NC  | NC  | 0      |
| NC   | Max Jean             |     |     |     |     | NC  |     |     |     |     |     |     | 0      |
| NC   | Jean-Pierre Jarier   |     |     |     |     |     |     |     |     | NC  |     |     | 0      |
| NC   | Alex Soler-Roig      | Ret | Ret | DNQ | Ret | Ret |     |     |     |     |     |     | 0      |
| NC   | Dave Charlton        | Ret |     |     | DNS |     | Ret |     |     |     |     |     | 0      |
| NC   | Chris Craft          |     |     |     |     |     |     |     |     |     | DNQ | Ret | 0      |
| NC   | John Love            | Ret |     |     |     |     |     |     |     |     |     |     | 0      |
| NC   | Jackie Pretorius     | Ret |     |     |     |     |     |     |     |     |     |     | 0      |
| NC   | David Walker         |     |     |     | Ret |     |     |     |     |     |     |     | 0      |
| NC   | Derek Bell           |     |     |     |     |     | Ret |     |     |     |     |     | 0      |
| NC   | Niki Lauda           |     |     |     |     |     |     |     | Ret |     |     |     | 0      |
| NC   | Silvio Moser         |     |     |     |     |     |     |     |     | Ret |     |     | 0      |
| NC   | Sam Posey            |     |     |     |     |     |     |     |     |     |     | Ret | 0      |
| NC   | Peter Revson         |     |     |     |     |     |     |     |     |     |     | Ret | 0      |
| Pos. | Piloto               | RSA | ESP | MON | NED | FRA | GBR | GER | AUT | ITA | CAN | USA | Puntos |

| Color      | Resultado                          |
| ---------- | ---------------------------------- |
| Oro        | Ganador                            |
| Plata      | 2.º puesto                         |
| Bronce     | 3.er puesto                        |
| Verde      | Finalizó en los puntos             |
| Azul       | Finalizó sin puntos                |
| Azul       | NC - No clasificado                |
| Violeta    | Ret - No terminó                   |
| Rojo       | DNQ - No se clasificó              |
| Rojo       | DNPQ - No se preclasificó          |
| Negro      | DSQ - Descalificado                |
| Blanco     | DNS - No empezó                    |
| Blanco     | WD - Retirado                      |
| Blanco     | C - Carrera cancelada              |
| Azul claro | TD - Entrenamientos libres (2003-) |
| Sin color  | DNP - Inscrito, pero no participó  |
| Sin color  | INJ - Inscrito, pero lesionado     |
| Sin color  | EX - Excluido                      |

| Estado  | Resultado                                                                             |
| ------- | ------------------------------------------------------------------------------------- |
| Negrita | Pole position                                                                         |
| Cursiva | Vuelta rápida                                                                         |
| 1-8     | Posiciones puntuables de clasificación sprint (2021-)                                 |
| †       | No acabó el Gran Premio, pero fue clasificado ya que completó el porcentaje necesario |
| ‡       | Monoplaza compartido                                                                  |
| ~       | Se otorgó la mitad de puntos ya que no se cumplió con el 75% de la carrera            |
| ≠       | No obtuvo puntos ya que era piloto invitado                                           |
| F2      | Inscrito para carrera de Fórmula 2, no sumaba puntos                                  |

### Estadísticas del Campeonato de Pilotos
| Pos. | Piloto               | País          | Puntos | Victorias | Podios | Poles |
| ---- | -------------------- | ------------- | ------ | --------- | ------ | ----- |
| 1    | Jackie Stewart       | Reino Unido   | 62     | 6         | 7      | 6     |
| 2    | Ronnie Peterson      | Suecia        | 33     |           | 5      |       |
| 3    | François Cevert      | Francia       | 26     | 1         | 4      |       |
| 4    | Jacky Ickx           | Bélgica       | 19     | 1         | 3      | 2     |
| 5    | Jo Siffert           | Suiza         | 19     | 1         | 2      | 1     |
| 6    | Emerson Fittipaldi   | Brasil        | 16     |           | 3      |       |
| 7    | Clay Regazzoni       | Suiza         | 13     |           | 3      | 1     |
| 8    | Mario Andretti       | EE. UU.       | 12     | 1         | 1      |       |
| 9    | Denny Hulme          | Nueva Zelanda | 9      |           |        |       |
| 10   | Pedro Rodríguez      | México        | 9      |           | 1      |       |
| 11   | Reine Wisell         | Suecia        | 9      |           |        |       |
| 12   | Chris Amon           | Nueva Zelanda | 9      |           | 1      | 1     |
| 13   | Peter Gethin         | Reino Unido   | 9      | 1         | 1      |       |
| 14   | Howden Ganley        | Nueva Zelanda | 5      |           |        |       |
| 15   | Tim Schenken         | Australia     | 5      |           | 1      |       |
| 16   | Mark Donohue         | EE. UU.       | 4      |           | 1      |       |
| 17   | Henri Pescarolo      | Francia       | 4      |           |        |       |
| 18   | John Surtees         | Reino Unido   | 3      |           |        |       |
| 19   | Mike Hailwood        | Reino Unido   | 3      |           |        |       |
| 20   | Rolf Stommelen       | Alemania      | 3      |           |        |       |
| 21   | Graham Hill          | Reino Unido   | 2      |           |        |       |
| 22   | Jean Pierre Beltoise | Francia       | 1      |           |        |       |
| NC   | Nanni Galli          | Italia        |        |           |        |       |
| NC   | Peter Revson         | EE. UU.       |        |           |        |       |
| NC   | Silvio Moser         | Suiza         |        |           |        |       |
| NC   | Skip Barber          | EE. UU.       |        |           |        |       |
| NC   | Max Jean             | Francia       |        |           |        |       |
| NC   | Niki Lauda           | Austria       |        |           |        |       |
| NC   | Pete Lovely          | EE. UU.       |        |           |        |       |
| NC   | Vic Elford           | Reino Unido   |        |           |        |       |
| NC   | Mike Beuttler        | EE. UU.       |        |           |        |       |
| NC   | Brian Redman         | Reino Unido   |        |           |        |       |
| NC   | John Cannon          | Canadá        |        |           |        |       |
| NC   | John Love            | Rodesia       |        |           |        |       |
| NC   | Andrea de Adamich    | Italia        |        |           |        |       |
| NC   | Chris Craft          | Reino Unido   |        |           |        |       |
| NC   | Dave Charlton        | Sudáfrica     |        |           |        |       |
| NC   | Dave Walker          | Australia     |        |           |        |       |
| NC   | David Hobbs          | Reino Unido   |        |           |        |       |
| NC   | Derek Bell           | Reino Unido   |        |           |        |       |
| NC   | George Eaton         | Canadá        |        |           |        |       |
| NC   | Gijs van Lennep      | Países Bajos  |        |           |        |       |
| NC   | Helmut Marko         | Austria       |        |           |        |       |
| NC   | Jackie Oliver        | Reino Unido   |        |           |        |       |
| NC   | Jo Bonnier           | Suecia        |        |           |        |       |
| NC   | Jackie Pretorius     | Sudáfrica     |        |           |        |       |
| NC   | Jean-Pierre Jarier   | Francia       |        |           |        |       |
| NC   | Francois Mazet       | Francia       |        |           |        |       |
| NC   | Alex Soler-Roig      | España        |        |           |        |       |

### Campeonato de Constructores
| Pos. | Constructores         | RSA | ESP | MON | NED | FRA | GBR | GER | AUT | ITA | CAN | USA | Puntos  |
| ---- | --------------------- | --- | --- | --- | --- | --- | --- | --- | --- | --- | --- | --- | ------- |
| 1    | Tyrrell-Ford          | 2   | 1   | 1   | 11  | 1   | 1   | 1   | Ret | 3   | 1   | 1   | 73      |
| 2    | BRM                   | Ret | 4   | 9   | 2   | 4   | 8   | 11  | 1   | 1   | 9   | 2   | 36      |
| 3    | Ferrari               | 1   | 2   | 3   | 1   | Ret | Ret | 3   | Ret | Ret | 8   | 6   | 33      |
| 4    | March-Ford            | 10  | Ret | 2   | 4   | 13  | 2   | 5   | (6) | 2   | 2   | 3   | 33 (34) |
| 5    | Lotus-Ford            | 4   | NC  | 5   | DSQ | 3   | 3   | 8   | 2   |     | 5   | NC  | 21      |
| 6    | McLaren-Ford          | 6   | 5   | 4   | 12  | 9   | Ret | Ret | 9   | 7   | 3   | 10  | 10      |
| 7    | Matra                 | 5   | 3   | Ret | 9   | 5   | 7   | Ret |     | 6   | 10  | 8   | 9       |
| 8    | Surtees-Ford          | 7   | 11  | 6   | 5   | 8   | 5   | 7   | 7   | 4   | 11  | 15  | 8       |
| 9    | Brabham-Ford          | 9   | 9   | 10  | 10  | 12  | 12  | 6   | 3   | Ret | Ret | 7   | 5       |
| NC   | Lotus-Pratt & Whitney |     |     |     | Ret |     | NC  |     |     | 8   |     |     | 0       |
| NC   | March-Alfa Romeo      | 13  | Ret | DNQ | Ret | Ret | NC  | 12  | 12  | Ret |     | 11  | 0       |
| NC   | Bellasi-Ford          |     |     |     |     |     |     |     |     | Ret |     |     | 0       |
| Pos. | Constructores         | RSA | ESP | MON | NED | FRA | GBR | GER | AUT | ITA | CAN | USA | Puntos  |

| Color      | Resultado                          |
| ---------- | ---------------------------------- |
| Oro        | Ganador                            |
| Plata      | 2.º puesto                         |
| Bronce     | 3.er puesto                        |
| Verde      | Finalizó en los puntos             |
| Azul       | Finalizó sin puntos                |
| Azul       | NC - No clasificado                |
| Violeta    | Ret - No terminó                   |
| Rojo       | DNQ - No se clasificó              |
| Rojo       | DNPQ - No se preclasificó          |
| Negro      | DSQ - Descalificado                |
| Blanco     | DNS - No empezó                    |
| Blanco     | WD - Retirado                      |
| Blanco     | C - Carrera cancelada              |
| Azul claro | TD - Entrenamientos libres (2003-) |
| Sin color  | DNP - Inscrito, pero no participó  |
| Sin color  | INJ - Inscrito, pero lesionado     |
| Sin color  | EX - Excluido                      |

| Estado  | Resultado                                                                             |
| ------- | ------------------------------------------------------------------------------------- |
| Negrita | Pole position                                                                         |
| Cursiva | Vuelta rápida                                                                         |
| 1-8     | Posiciones puntuables de clasificación sprint (2021-)                                 |
| †       | No acabó el Gran Premio, pero fue clasificado ya que completó el porcentaje necesario |
| ‡       | Monoplaza compartido                                                                  |
| ~       | Se otorgó la mitad de puntos ya que no se cumplió con el 75% de la carrera            |
| ≠       | No obtuvo puntos ya que era piloto invitado                                           |
| F2      | Inscrito para carrera de Fórmula 2, no sumaba puntos                                  |

### Estadísticas del Campeonato de Constructores
| Pos. | Constructor           | Puntos  | Victorias | Podios | Poles |
| ---- | --------------------- | ------- | --------- | ------ | ----- |
| 1    | Tyrrell-Ford          | 73      | 7         | 11     | 6     |
| 2    | BRM                   | 36      | 2         | 4      | 1     |
| 3    | Ferrari               | 33      | 2         | 7      | 3     |
| 4    | March-Ford            | 33 (34) |           | 5      |       |
| 5    | Lotus-Ford            | 21      |           | 3      |       |
| 6    | McLaren-Ford          | 10      |           | 1      |       |
| 7    | Matra                 | 9       |           | 1      | 1     |
| 8    | Surtees-Ford          | 8       |           |        |       |
| 9    | Brabham-Ford          | 5       |           | 1      |       |
| NC   | March-Alfa Romeo      |         |           |        |       |
| NC   | Bellasi-Ford          |         |           |        |       |
| NC   | Lotus-Pratt & Whitney |         |           |        |       |

## Carreras fuera del campeonato
En 1971 se realizaron ocho carreras de Fórmula 1 no puntuables para el campeonato mundial.
| Carrera                         | Circuito               | Fecha         | Piloto ganador  | Constructor ganador | Resultados |
| ------------------------------- | ---------------------- | ------------- | --------------- | ------------------- | ---------- |
| Gran Premio de Argentina        | Buenos Aires           | 24 de enero   | Chris Amon      | Matra               | Resultados |
| Carrera de Campeones            | Brands Hatch           | 21 de marzo   | Clay Regazzoni  | Ferrari             | Resultados |
| Gran Premio de Questor          | Ontario Motor Speedway | 28 de marzo   | Mario Andretti  | Ferrari             | Resultados |
| Spring Trophy                   | Oulton Park            | 9 de abril    | Pedro Rodríguez | BRM                 | Resultados |
| BRDC International Trophy       | Silverstone            | 8 de mayo     | Graham Hill     | Brabham-Cosworth    | Resultados |
| Trofeo Jochen Rindt             | Hockenheim             | 13 de junio   | Jacky Ickx      | Ferrari             | Resultados |
| International Gold Cup          | Oulton Park            | 22 de agosto  | John Surtees    | Surtees-Cosworth    | Resultados |
| World Championship Victory Race | Brands Hatch           | 24 de ovtubre | Peter Gethin    | BRM                 | Resultados |